# One-Chance!!
「One-Chance!!」（ワン・チャンス）は、KOTOKOと佐藤ひろ美の楽曲。作詞はKOTOKOが手掛け、作曲はElements Gardenの藤田淳平が手掛けている。配信限定シングルとして2015年3月25日にリリースされた。

## 概要
KOTOKOのソロ配信限定シングル「Art as ♡」と同時にリリースされた。KOTOKOと佐藤ひろみによるコラボレーション楽曲としては、2013年発売の両A面シングル「回帰新星 -recurrent nova-/夏風ノスタルジア」に続いて4曲目となっている。ゲームメーカーのフロントウイングから発売されたもので、KOTOKOの公式ディスコグラフィにはカウントされていない。
PCゲーム『ピュアガール 』のオープニングテーマに起用されている。楽曲は当初、2012年9月28日にリリースされた同ゲームのサウンドトラック・アルバム『ピュアガール主題歌＆サウンドトラック』に収録された。

## 収録曲
| #  | タイトル         | 作詞   | 作曲     | 編曲     |  | 時間 |
| -- | ---------------- | ------ | -------- | -------- |  | ---- |
| 1. | 「One-Chance!!」 | KOTOKO | 藤田淳平 | 藤田淳平 |  | 4:55 |

## スタッフ・クレジット
- Mixed by 近藤久芳 / Recorded at ARIA Studio
- Directed by 藤田淳平 / Sound Produced by Elements Garden
- Production Management: Asami Suita (ARIA entertainment)